# جيل داندو
جيل ويندي داندو (9 نوفمبر 1961 - 26 أبريل 1999) صحفية إنجليزية ومقدمة برامج تلفزيونية وقارئة أخبار. أمضت معظم حياتها المهنية في هيئة الإذاعة البريطانية وحصلت على لقب شخصية العام في الهيئة عام 1997. في وقت وفاتها، كان عملها التلفزيوني يتضمن المشاركة في تقديم برنامج Crimewatch على قناة BBC One مع نيك روس .
في صباح يوم 26 أبريل 1999، قُتلت داندو بالرصاص خارج منزلها في فولهام ، جنوب غرب لندن ، مما أدى إلى أكبر تحقيق في جريمة قتل أجرته شرطة العاصمة وأكبر تحقيق جنائي في البلاد منذ مطاردة سفاح يوركشاير .  أدين رجل محلي، باري جورج ، وسُجن بتهمة القتل، ولكن بعد ثماني سنوات في السجن تمت تبرئته بعد الاستئناف وإعادة المحاكمة. لم يتم توجيه الاتهام إلى أي مشتبه به آخر بقتل داندو، ولا تزال القضية دون حل.  وفي عام 2012، تم تسمية زعيم القوات شبه العسكرية الصربية أركان كمشتبه به في القضية، على الرغم من أنه توفي في عام 2000. 

## نشأتها
ولدت جيل ويندي داندو  في دار الأمومة أشكومب هاوس في ويستون سوبر مير ، سومرست .  كانت ابنة جاك داندو (فبراير 1918 - فبراير 2009  ) ووينيفريد ماري جين هوكي (أغسطس 1928 - يناير 1986)، الذي توفت بسرطان الدم عن عمر يناهز 57 عامًا.  شقيقها الوحيد، شقيقها نايجل (مواليد 1952)، عمل صحفيًا في راديو بي بي سي بريستول قبل أن يتقاعد في عام 2017، بعد أن عمل سابقًا كصحفي في الصحف المحلية منذ السبعينيات.  نشأة داندو باعتبارها معمدانيًا وظل تابعًا متدينًا.   عندما كانت في الثالثة من عمرها، اكتشفة أنها تعاني من ثقب في قلبها وانسداد في الشريان الرئوي . خضعت لعملية جراحية في القلب في 12 يناير 1965 
تلقت داندو تعليمها في مدرسة وورل اينفن، ومدرسة غرينوود جونيور،  مدرسة وورل الشاملة ، ومركز برودواك السادس النموذجي ، حيث كانت رئيسة الطالبات، وأكملت المستويات A.  ثم ذهبت لدراسة الصحافة في معهد جنوب جلامورجان للتعليم العالي (الآن جامعة كارديف متروبوليتان ).
كانت داندو عضوًا في جمعية Weston-super-Mare للهواة الدرامية وشركة Exeter Little Theatre، والتي ظهرت معها في المسرحيات في مسرح بارنفيلد . كانت متطوعة في راديو مستشفى صن شاين في ويستون سوبر مير في عام 1979.

## الحياة المهنية
كانت أول وظيفة لداندو هي مراسلة متدربة لصحيفة ويستون ميركوري الأسبوعية المحلية، حيث كان يعمل والدها وشقيقها. بعد خمس سنوات من العمل كصحفية مطبعية، بدأت العمل في هيئة الإذاعة البريطانية ، وأصبحت مذيعة أخبار في إذاعة بي بي سي ديفون في عام 1985. في ذلك العام، انتقلت إلى بي بي سي ساوث ويست ، حيث قدمت برنامج مجلة إخبارية إقليمية بعنوان Spotlight South West . في عام 1987، عملت في تلفزيون ساوث ويست ، ثم بي بي سي سبوت لايت في بليموث .  في أوائل عام 1988، انتقلت داندو من التلفزيون الإقليمي إلى التلفزيون الوطني في لندن لتقديم أخبار تلفزيون بي بي سي، وتحديدًا النشرات القصيرة على مدار الساعة التي تم بثها على كل من بي بي سي 1 وبي بي سي 2 من عام 1986 حتى منتصف التسعينيات.
قدمت داندو برامج بي بي سي التلفزيونية وقت الإفطار ، أخبار الإفطار ، بي بي سي وان أوكلوك نيوز ، أخبار الساعة السادسة ، برنامج السفر يوم الاجازة ، سلسلة استئناف الجريمة Crimewatch (من عام 1995 حتى وفاتها) وأحيانًا أغاني التسبيح . في عام 1994 انتقلت إلى فولهام .  في 25 أبريل 1999، قدمت داندو الحلقة الأولى من مفتشو التحف .  كان من المقرر أن تقدم أخبار الساعة السادسة مساء اليوم التالي.  ظهرت على غلاف مجلة راديو تايمز لذالك الأسبوع (من 24 إلى 30 أبريل).  تم اختيار داندو أيضًا لاستضافة حفل توزيع جوائز تلفزيون الأكاديمية البريطانية 1999 ، جنبًا إلى جنب مع مايكل باركنسون ، في فندق جروسفينور هاوس في 9 مايو. في سبتمبر ، استأنفت بي بي سي وان بث مفتشي التحف ، السلسلة الأخيرة التي ستسجلها داندو. تم عرض المسلسل لأول مرة في 25 أبريل، وتم الانتهاء من تصوير الحلقة الأخيرة قبل ذلك بيومين. تم إلغاء البرنامج بعد وفاتها، ولكن تقرر في وقت لاحق من العام بثه كتقدير لداندو.     تم بث الحلقة الأخيرة في 24 أكتوبر. 
في وقت وفاتها، كانت داندو من بين الشخصيات البارزة في طاقم عمل بي بي سي على الشاشة، وحصلت على لقب شخصية العام في بي بي سي عام 1997.  أعادت Crimewatch بناء جريمة قتلها في محاولة لمساعدة الشرطة في البحث عن قاتلها. تم اتهام باري جورج بارتكاب جريمة القتل ولكن تمت تبرئته ، لم تقدم Crimewatch أي نداءات أخرى للحصول على معلومات تتعلق بالقضية.

## حياتها الشخصية
من عام 1989 إلى عام 1996، واعدت داندو المدير التنفيذي لهيئة الإذاعة البريطانية بوب ويتون.   ثم أقامت علاقة قصيرة مع حارس الحديقة الوطنية سيمون باسيل.  في ديسمبر 1997، التقت داندو بطبيب أمراض النساء آلان فارثينج ، الطبيب الشخصي للملكة إليزابيث الثانية، في موعد أعمى حدده صديق مشترك. انفصل فارثينج عن زوجته في ذلك الوقت.  بعد شهرين من الانتهاء من طلاق فارثينج،  أعلن الثنائي أنهما مخطوبان في 31 يناير 1999.   وكان من المقرر أن يتم حفل زفافهما في 25 سبتمبر. 

## القتل
في صباح يوم 26 أبريل/نيسان 1999، غادرت داندو البالغة من العمر 37 عامًا منزل فارثينج (خطيبها) في تشيسويك . عادت بمفردها بالسيارة إلى المنزل الذي كانت تملكه في 29 شارع جوان، فولهام. وكانت تعيش في المنزل، ولكن بحلول نيسان/أبريل 1999 كانت بصدد بيعه ولم تكن تزوره بشكل متكرر. عندما وصلت داندو إلى باب منزلها الأمامي في حوالي الساعة 11:32، أصيبت برصاصة واحدة في رأسها.  تم اكتشاف جثتها بعد حوالي أربعة عشر دقيقة من قبل جارتها هيلين دوبل.  تم استدعاء الشرطة الساعة 11:47.  تم نقل داندو إلى مستشفى تشارنج كروس القريب حيث أُعلن عن وفاتها لدى وصولها الساعة 13:03 بتوقيت جرينتش .
وبينما كانت داندو على وشك وضع مفاتيحها في القفل لفتح الباب الأمامي لمنزلها في فولهام، تم الإمساك بها من الخلف. أمسكها المعتدي بذراعه اليمنى وأسقطها على الأرض، حتى كاد وجهها يلامس درج الشرفة المبلطة. ثم أطلق بيده اليسرى رصاصة واحدة على صدغها الأيسر فقتلها على الفور. اخترقت الرصاصة رأسها فوق أذنها، موازية للأرض، وخرجت من الجانب الأيمن من رأسها.
- بوب ووفندن، The Guardian (يوليو 2002)
 
وأشارت دراسة الطب الشرعي إلى أن داندو أصيبت برصاصة من مسدس نصف آلي من عيار 9 ملم ، وكان المسدس مضغوطاً على رأسها لحظة إطلاق النار. يبدو أن الخرطوشة قد خضعت لتعديل ورشة العمل، ربما لتقليل شحنتها. سمع ريتشارد هيوز، جارها المجاور، صراخًا من داندو ("اعتقدت أنه كان شخصًا يفاجئ شخصًا ما") لكنه لم يسمع أي طلقة نارية. نظر هيوز من نافذته الأمامية، وبينما لم يدرك ما حدث، تمكن من رؤية القاتل الوحيد المؤكد - وهو رجل يبلغ طوله ستة أقدام (183سم) رجل أبيض يبلغ من العمر حوالي 40 عامًا، يسير بعيدًا عن منزل داندو.  

### التحقيق
وبعد جريمة القتل، كانت هناك تغطية إعلامية مكثفة. أثبت التحقيق الذي أجرته شرطة العاصمة ، والذي أطلق عليه اسم عملية أوكسبورو، عدم جدواه لأكثر من عام. مكانة داندو كشخصية عامة معروفة جعلتها على اتصال بآلاف الأشخاص، وكانت معروفة لدى الملايين. وكانت هناك تكهنات كبيرة بشأن الدافع وراء قتلها.
وفي غضون ستة أشهر، تحدث فريق التحقيق في جرائم القتل إلى أكثر من 2500 شخص وأخذ أكثر من 1000 إفادة. ومع تقدم بسيط بعد مرور عام، ركزت الشرطة اهتمامها على باري جورج، الذي كان يعيش على بعد حوالي نصف ميل من منزل داندو. كان لديه تاريخ في مطاردة النساء والجرائم الجنسية وغيرها من السلوكيات المعادية للمجتمع والتي تسعى إلى جذب الانتباه .  تم وضع جورج تحت المراقبة، واعتقل في 25 مايو/أيار 2000 ووجهت إليه تهمة قتل داندو في 28 مايو/أيار. 
تمت محاكمة جورج في أولد بيلي ، وأدين، وفي 2 يوليو 2001 حُكم عليه بالسجن مدى الحياة . وانتشر القلق بشأن هذه الإدانة على أساس أن القضية المرفوعة ضد جورج تبدو ضعيفة. لم ينجح استئنافان ، ولكن بعد استبعاد أدلة الطب الشرعي التي فقدت مصداقيتها من قضية الادعاء ، نجح استئناف جورج الثالث في نوفمبر 2007. تم إلغاء الإدانة الأصلية وانتهت المحاكمة الثانية التي استمرت ثمانية أسابيع بتبرئة جورج في 1 أغسطس 2008 
بعد تبرئة جورج، نشرت بعض الصحف مقالات تشير إلى أنه مذنب بارتكاب جريمة قتل داندو وغيرها من الجرائم ضد المرأة. في ديسمبر 2009، قبل جورج تعويضات كبيرة من صحف مجموعة الأخبار بسبب مقالات في ذا صن وأخبار العالم ، بعد دعوى تشهير في المحكمة العليا . 

### خطوط التحقيق
وشملت خطوط التحقيق التي تم استكشافها في تحقيقات الشرطة ما يلي:
- نظريات مفادها أن صديقًا سابقًا غيورًا أو عاشقًا مجهولًا هو من قتل داندو. تم استبعاد ذلك بسرعة من قبل المحققين الذين أجروا مقابلات مع جميع أصدقاء داندو ومعارفها وفحصوا مكالماتها الهاتفية. [33]
- الاعتقاد بأن شخصًا ما قد استأجر قاتلًا لقتل داندو انتقامًا لإدانته نتيجة للأدلة التي حصلت عليها لبرنامج Crimewatch . وبعد تحقيقات مستفيضة، استبعد المحققون ذلك أيضًا. [33]
- نظريات مختلفة تتعلق بالجماعات البوسنية الصربية أو اليوغوسلافية انتقامًا من تصرفات الناتو ضد وسائل الإعلام ونداءاتها للمساعدة خلال الحروب اليوغوسلافية .
- احتمال أن يكون أحد المعجبين المختلين قد قتل داندو بعد أن رفضت محاولته في الاقتراب منها. أبلغ نايجل، "شقيق داندو"، المحققين أنها أصبحت قلقة بشأن "مضايقة شخص ما لها" في الأيام القليلة التي سبقت وفاتها، لكن المحققين استبعدوا ذلك.
- حالة خطأ في الهوية . وكان هذا الأمر غير محتمل، نظرًا لأن القتل وقع على عتبة منزل داندو.
- في أعقاب فضيحة الاعتداء الجنسي على جيمي سافيل، تم تقديم ادعاء بأن داندو قامت بالتحقيق في عصابة استغلال الأطفال في هيئة الإذاعة البريطانية خلال منتصف التسعينيات وسلمت ملفًا يحتوي على النتائج التي توصلت إليها إلى إدارة بي بي سي، مما أدى إلى هجوم انتقامي مزعوم. وقالت بي بي سي إنها لم تر أي دليل يدعم هذا الادعاء. [34] [35]
- كما يجب الأخذ بعين الإعتبار الإجراءات التي قد يتخذها أي منافس محترف أو شريك تجاري بعين الاعتبار. صرح وكيلها جون روزمان أن الشرطة استجوبته كمشتبه به.

كشف تحقيق الشرطة الأصلي إمكانية القتل المأجور ، ولكن نظرًا لأن داندو كانت تعيش مع خطيبها ولم تكن تزور مقر إقامتها في فولهام إلا نادرًا، فقد اعتُبر من غير المرجح أن يكون القاتل المحترف على علم جيد بما فيه الكفاية بتحركات داندو ليعرف في أي وقت كانت ستكون هناك. أدلة CCTV لرحلة داندو الأخيرة (تسجيلات الفيديو الأمنية بشكل أساسي من مركز التسوق في هامرسميث ، والتي زارتها في طريقها إلى فولهام) لم تظهر أي علامة على تعقبها. 
وفي ليلة وفاتها، قال نيك روس ، زميل داندو في بي بي سي، في برنامج نيوزنايت إن الهجمات الانتقامية التي يشنها مجرمين ضد الشرطة والمحامين والقضاة تكاد تكون غير معروفة في المملكة المتحدة. يشير فحص الطب الشرعي لعلبة الخرطوشة والرصاصة التي تم العثور عليها من مكان الهجوم إلى أن السلاح المستخدم كان نتيجة تحويل ورشة عمل لنسخة طبق الأصل أو بندقية تم سحبها من الخدمة. وقيل إن القاتل المحترف لن يستخدم مثل هذا السلاح الرديء الجودة. لذلك سرعان ما بدأت الشرطة في تفضيل فكرة أن عملية القتل قد تم تنفيذها بشكل انتهازي من قبل شخص مجنون. أدى هذا الملف الشخصي المفترض للجاني إلى التركيز على جورج.
خلصت مراجعات القضايا الباردة التي أجرتها الشرطة بعد عام 2008 إلى أن داندو قُتل على يد قاتل محترف في "إعدام عنيف" .   كان من الممكن أن يكون الضغط على البندقية على رأسها باستخدام كاتم للصوت، حيث يكتم صوت الطلقة ويمنع من تناثر الدم على القاتل. في عام 2012، أشارت مراجعة للقضية الباردة إلى أن أمير الحرب الصربي أركان مشتبه به، على الرغم من أنه كان قد توفي بحلول ذلك الوقت. 

### الاتصال اليوغوسلافي
بخصوص مقتل الصحفية. أخبر رئيس وزرائك. في (بلغراد) " قُتل 15 شخصًا، وبقي 14 آخرون".
مكالمة تلقتها بي بي سي من رجل مجهول، ربما من أوروبا الشرقية، بحلول الساعة الثالثة بعد الظهر في يوم مقتل داندو، بعد ساعات فقط من إعلان وفاتها علنًا في الساعة الواحدة ظهرًا. ويعتقد أن الرجل كان يشير إلى قصف (الناتو) لمقر هيئة الإذاعة والتلفزيون الصربية العامة (راديو وتلفزيون صربيا). ووقع التفجير في 23 نيسان/أبريل 1999، وقُتل فيه عدد من الصحفيين البارزين.
 
في أوائل عام 1999، شاركت المملكة المتحدة وحلف شمال الأطلسي في حرب كوسوفو ، معارضة صربيا. مباشرة بعد مقتل داندو، تم إجراء عدد من المكالمات الهاتفية لهيئة الإذاعة البريطانية (BBC) وغيرها من وسائل الإعلام لإعلان المسؤولية عن القتل نيابة عن الجماعات الصربية. وذكرت هذه الدعوات أن جريمة القتل جاءت انتقامًا لحملة القصف التي قام بها الناتو في صربيا،  وهددت بمزيد من القتل. لم يتم الحكم على هذه المكالمات بالمصداقية الكاملة وربما كانت خدعة. ومع ذلك، في محاكمة جورج الأولى، اقترح محامي الدفاع عنه، مايكل مانسفيلد ، أن أمير الحرب الصربي أركان هو الذي أمر باغتيال داندو انتقامًا لقصف الناتو لمقر RTS. وأشار مانسفيلد إلى أن عرض داندو السابق لنداء مساعدة اللاجئين الألبان في كوسوفو ربما يكون قد جذب انتباه المتشددين من صرب البوسنة. تم عرض نداء داندو لمساعدة اللاجئين الألبان في كوسوفو على شاشة التلفزيون قبل ثلاثة أسابيع من مقتلها. 
في عام 2019، أفيد أن جهاز المخابرات الجنائية الوطنية البريطانية (NCIS) قدم تقريرًا استخباراتيًا إلى التحقيق في جريمة قتل داندو يزعم أن جريمة القتل كانت انتقامًا من تفجير RTS وأن أركان أمر بالقتل.  وسلط التقرير الضوء على وجود صلة محتملة بين الرصاصة المستخدمة لقتل داندو والرصاص المستخدم في الاغتيالات في ألمانيا، وتحديدا العلامات اليدوية الموجودة عليها.  اغتيل الصحفي المعارض سلافكو أوروفيجا خارج منزله في بلغراد قبل أيام قليلة من مقتل داندو وكانت الطريقة المستخدمة في كلتا الحالتين متطابقة.  وفي عام 2019، أُدين أربعة رجال من الخدمة السرية الصربية بجريمة القتل هذه.  في عام 2002، طرح الصحفي بوب ووفندن وجهة نظر مفادها أن مجموعة يوغوسلافية كانت وراء مقتل داندو، وفي مقالات صحفية مختلفة، اعترض على جميع الأسباب التي استندت إليها الشرطة في رفض هذا الاحتمال. 

## الإرث

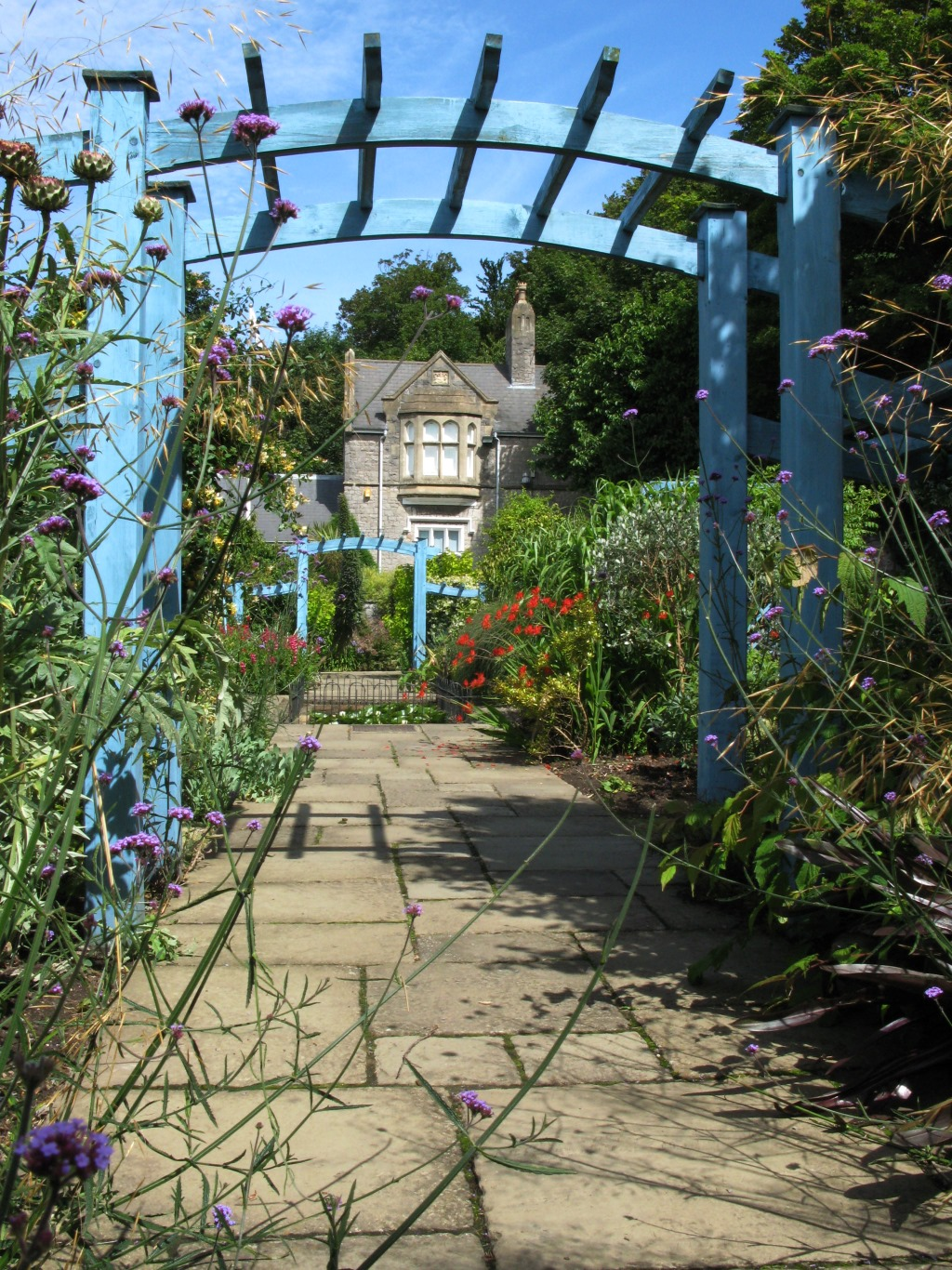
حديقة داندو في ويستون سوبر مير

أقيمت جنازة داندو في 21 مايو 1999 في كنيسة كلارنس بارك المعمدانية في ويستون سوبر مير .  ودُفنت بجانب والدتها في مقبرة طريق إبدون بالمدينة. بلغت القيمة الإجمالية لممتلكاتها 1.181.207 جنيهات إسترلينية؛ وبعد ديونها وضريبة الدخل، بلغت القيمة 863.756 جنيهًا إسترلينيًا؛ بعد ضريبة الميراث ، كان المبلغ 607.000 جنيه إسترليني، ورثها والدها كلها لأنها ماتت دون وصية . 
اقترح نيك روس، الذي شارك في تقديم البرنامج مع داندو، إنشاء معهد أكاديمي باسمها، وقام مع خطيبها آلان فارثينج بجمع ما يقرب من 1.5 مليون جنيه إسترليني. تأسس معهد جيل داندو لعلوم الجريمة في كلية لندن الجامعية في 26 أبريل 2001، في الذكرى السنوية الثانية لمقتلها. 
حديقة تذكارية تم تصميمها وتنفيذها من قبل فريق القوة الأرضية لتلفزيون بي بي سي تخليدًا لذكرى داندو، باستخدام النباتات والألوان الخاصة بها، وتقع داخل جروف بارك، ويستون سوبر مير ، وتم افتتاحها في 2 أغسطس 2001  أنشأت هيئة الإذاعة البريطانية منحة دراسية تخليدًا لذكرى داندو، والتي تمكن طالبًا واحدًا كل عام من دراسة الصحافة الإذاعية في جامعة كلية فالماوث . صوفي لونج ، التي كانت حينها خريجة دراسات عليا ونشأت في ويستون سوبر مير وهي الآن مقدمة برامج بي بي سي نيوز ، حصلت على أول جائزة منحة في عام 2000 
في عام 2007، افتتحت كلية ويستون حرمًا جامعيًا جديدًا في موقع مركز برودواك السادس النموذجي السابق حيث درست داندو. تم تخصيص المبنى السادس لها وأطلق عليه اسم مركز جيل داندو.  
في أكتوبر 2023، أصدرت Netflix فيلمًا وثائقيًا من 3 أجزاء بعنوان من قتل جيل داندو؟ 

## روابط خارجية
- Jill Dando على مشروع الدليل المفتوح
- [http://www.imdb.com/name/nm0199250/ Jill Dando

] في قاعدة بيانات الأفلام على الإنترنت
- BBC microsite for Jill Dando
- Kill Jill - Investigative Documentary about the case

قالب:S-media
| سبقه سو كوك (مقدمة تلفزيونية) | مضيف مشارك في Crimewatch 1995–1999 مع: Nick Ross | تبعه فيونا بروس |